# Damaromyia similis
Damaromyia similis är en tvåvingeart som beskrevs av Hardy 1939. Damaromyia similis ingår i släktet Damaromyia och familjen vapenflugor. Inga underarter finns listade i Catalogue of Life.